# Tiridates III của Parthia
Tiridates III của Parthia (tiếng Ba Tư: تيرداد سوم), cai trị đế chế Parthia một thời gian ngắn từ năm 35-36. Ông là cháu nội của vua Phraates IV. Ông đã được gửi đến Rome làm con tin và được giáo dục ở đó.
Khoảng năm 36, khi mà giới quý tộc Parthia nổi dậy chống lại vua Artabanus III, họ đã thỉnh cầu hoàng đế La Mã Tiberius gửi cho một vị vua thuộc dòng dõi Phraates. Tiberius đã điều phái Tiridates về phía đông, và ra lệnh cho Lucius Vitellius (cha của hoàng đế Vitellius) phải khôi phục lại ảnh hưởng của người La Mã ở đó. Bằng những hoạt động quân sự và ngoại giao rất khéo léo Vitellius đã thành công hoàn toàn. Artabanus bị những người theo ông ta bỏ rơi và buộc phải chạy trốn.
Tuy nhiên, Tiridates mặc dù đã được lập làm vua nhưng ông lại không thể tự mình cai trị, bởi vì ông dường như là một chư hầu của người La Mã. Artabanus sớm quay trở về từ vùng đất Hyrcania cùng với một đội quân người Scythia (Dahan) hùng mạnh, và một lần nữa ông ta lại được người Parthia chấp nhận. Tiridates tháo chạy khỏi Seleucia và trốn sang Syria.
Nhà sử học La Mã Tacitus đã viết rằng viên quan cận thần Parthia, Abdagaeses, người vốn có ảnh hưởng tới toàn bộ chính quyền của Tiridates, đã bảo vệ Tiridates khỏi nguy hiểm bằng cách ngăn chặn không cho ông được gặp những đại diện của các bộ tộc Parthia. Chính sách này khiến cho các bộ tộc chuyển từ sự tin tưởng sang đoàn kết chống lại Tiridates vào thời điểm ấy. Tuy nhiên, khi tình huống trở nên không thuận lợi, Abdagaeses lại là người khuyên Tiridates phải rút lui về phía tây tới vùng Lưỡng Hà, nơi có vị trí phòng thủ chiến lược được cho là phù hợp. Động thái này được xem như một hành động hèn nhát bởi các bộ tộc Parthia, dẫn đến việc lật đổ Tiridates khỏi ngôi vị.